# Meloe nigropilosellus
Meloe nigropilosellus là một loài bọ cánh cứng trong họ Meloidae. Loài này được Reitter miêu tả khoa học năm 1900.